# Petate

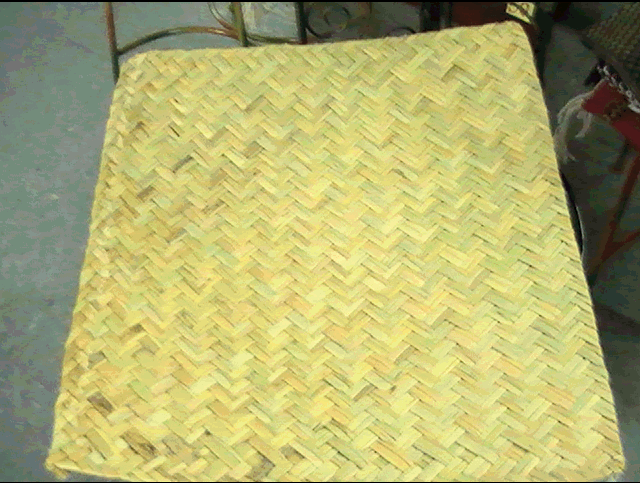
Petate.

Le petate (du mot nahuatl petlatl) est un type de tapis, tapis ou natte tissé utilisé au Mexique et dans certains pays d'Amérique centrale, fabriqué à partir de fibres de la plante appelée palmier de petate (Thrinax morrissi), et que l'Académie royale espagnole définit comme un tapis.
Généralement ils sont tissés en forme quadrangulaire et peuvent être élaborés en différentes tailles, mais ils n'observent pas nécessairement une mesure exacte.

## Usages
Le petate est principalement utilisé pour dormir. Il est posé sur le sol pour la nuit et, généralement, pendant la journée, il est enroulé et rangé ou accroché à un mur pour profiter de l'espace de la pièce. Dans certains endroits très chauds, il est utilisé pour dormir à l'air libre.
On l'utilise aussi pour sécher au soleil divers objets que l'on ne veut pas poser directement sur le sol : des graines, des semences et même tortillas de maïs. Dans plusieurs endroits au Mexique, il est courant de sécher les graines de citrouille sur les petates, puis de les rôtir et de les manger.
Le petate fait partie d'un ensemble d'articles en fibres de palmier. D'autres articles sont fabriqués artisanalement avec ce matériau (connu généralement sous le nom d'artisanat de petate) comme: l'artisanat des jouets, des poupées, des masques, des chapeaux et des paniers.

## Élaboration
Il faut beaucoup de travail pour fabriquer un petate. On commence par couper les feuilles de palmier ou les roseaux, puis in faut laisser sécher ces feuilles au soleil, dans un endroit plat. Ensuite, les plus appropriés sont choisis pour le tissage. Certains sont colorés avec des colorants végétaux ou avec des pigments obtenus à partir d'animaux comme le cochenille pour la couleur rouge.
Actuellement, en raison de l'émigration et du manque de travail, seulement 30% du total des personnes qui ont travaillé dans ce métier, continuent à le faire.

## Expressions
En raison de ses caractéristiques et de ses différentes utilisations, le sac à dos a été utilisé comme illustration de différentes situations. Les phrases familières suivantes n'en sont que quelques exemples :
- « Ya se petatéo » - Reconnu par la RAE, le verbe petatear (ou petatearse) est utilisé comme synonyme de mort, parce que le petate est aussi utilisé pour voiler et enterrer les morts depuis les temps préhispaniques. Encore aujourd'hui, il est utilisé dans les endroits de pauvreté extrême où il n'est pas possible d'acquérir un cercueil[8].
- « Llamarada de petate » (feu de petate) - Signifie qu'une émotion ou un événement semble très intense, mais en réalité est de très courte durée et, généralement, de peu de portée et d'importance. Par exemple : « L'amour entre eux était une pure flamme de petate ». La raison en est que le tapis brûle rapidement et que sa flamme dure très peu[9].
- Huele a petate quemado (ça sent le petate brûlé) - Désigne une personne qui fume de la marijuana à proximité et dont l'arôme est perceptible[10].
- Las mujeres, pa'l metate y pa'l petate (les femmes pour le metate et le petate) - Un dicton macho qui discrimine les femmes, toujours utilisé au Mexique. Cela signifie que la femme idéale de beaucoup d'hommes doit être une bonne cuisinière et partenaire sexuelle et s'y limiter[11].
- Si como es pa'l petate fueran pa'l metate (Si elle était pour le petate comme pour le metate) - Ce dicton sexiste discrimine les femmes, c'est-à-dire quand elles ne sont pas bonnes dans d'autres domaines (cuisine, tâches domestiques et professionnelles, etc.) mais en revanche, dans le sexe, oui[12].
- De esas pulgas no brincan en mi petate (ce type de poux ne saute pas dans mon petate) - Un dicton discriminatoire utilisé lorsqu'une personne refuse d'établir une relation amicale, professionnelle ou sentimentale avec une personne qu'elle considère de rang social, économique, moral ou racial inférieur. Il est surtout utilisé par les femmes attirantes ou belles envers les hommes peu attirants et sans le sou, bien que sentimentalement il est appliqué par les deux sexes[13].
- Liar el petate (lier ou enrouler le petate) - Ça veut dire quitter ou changer de logement. Il s'agit de ramasser et d'enrouler le petate une fois que la personne se lève. Il est à noter que de nombreux indigènes utilisent le petate comme lit de voyage pour sa facilité et son aspect pratique, d'où l'analogie[14].
- Que no te espanten con el petate del muerto (qu'on ne t'effraie pas avec le petate du mort) - En gros, cela signifie que vous ne devriez pas être trompé par des choses, des paroles ou des situations sans fondement[15].